# Comuna Stenungsund
Stenungsund (Stenungsunds kommun) este o comună din comitatul Västra Götalands län, Suedia, cu o populație de 24.932 locuitori (2013).

## Geografie

### Zone urbane
Lista celor mai mari zone urbane din comună (anul 2015) conform Biroului Central de Statistică al Suediei:
| Nr | Zona urbană  | Pop.   |
| -- | ------------ | ------ |
| 1  | Stenungsund  | 13.093 |
| 2  | Stora Höga   | 2.846  |
| 3  | Jörlanda     | 1.465  |
| 4  | Ödsmål       | 1.414  |
| 5  | Ucklum       | 531    |
| 6  | Svenshögen   | 452    |
| 7  | Svartehallen | 267    |
| 8  | Stenungsön   | 243    |
| 9  | Spekeröd     | 211    |

## Demografie
| \| Evoluția demografică în comuna Stenungsund, 1970–2015 \| Evoluția demografică în comuna Stenungsund, 1970–2015 \| Evoluția demografică în comuna Stenungsund, 1970–2015 \| Evoluția demografică în comuna Stenungsund, 1970–2015 \| Evoluția demografică în comuna Stenungsund, 1970–2015 \| \| ----------------------------------------------------------------------------------------------------- \| ----------------------------------------------------- \| ----------------------------------------------------- \| ----------------------------------------------------- \| ----------------------------------------------------- \| \| An \| \| \| Locuitori \| \| \| 1970 \| 1970 \| \| 12546 \| 12546 \| \| 1975 \| 1975 \| \| 14617 \| 14617 \| \| 1980 \| 1980 \| \| 16091 \| 16091 \| \| 1985 \| 1985 \| \| 17034 \| 17034 \| \| 1990 \| 1990 \| \| 18640 \| 18640 \| \| 1995 \| 1995 \| \| 19852 \| 19852 \| \| 2000 \| 2000 \| \| 20679 \| 20679 \| \| 2005 \| 2005 \| \| 22947 \| 22947 \| \| 2010 \| 2010 \| \| 24292 \| 24292 \| \| 2015 \| 2015 \| \| 25508 \| 25508 \| \| Sursa: SCB - Statistika Centralbyrån, Folkmängd efter region, civilstånd, ålder och kön. År 1968–2016 \| \| \| \| \| |      |  |           |       |
| Evoluția demografică în comuna Stenungsund, 1970–2015 |      |  |           |       |
| An |      |  | Locuitori |       |
| 1970 | 1970 |  | 12546     | 12546 |
| 1975 | 1975 |  | 14617     | 14617 |
| 1980 | 1980 |  | 16091     | 16091 |
| 1985 | 1985 |  | 17034     | 17034 |
| 1990 | 1990 |  | 18640     | 18640 |
| 1995 | 1995 |  | 19852     | 19852 |
| 2000 | 2000 |  | 20679     | 20679 |
| 2005 | 2005 |  | 22947     | 22947 |
| 2010 | 2010 |  | 24292     | 24292 |
| 2015 | 2015 |  | 25508     | 25508 |
| Sursa: SCB - Statistika Centralbyrån, Folkmängd efter region, civilstånd, ålder och kön. År 1968–2016 |      |  |           |       |